# Tadeusz Makowski
Tadeusz Makowski, född 29 januari 1882 i Oświęcim, död 1 november 1932 i Paris, var en polsk målare.
Makowski utbildade sig vid akademin i Kraków 1903–1908 och flyttade därefter till Frankrike. Han utförde över 600 oljemålningar och flera tusen teckningar, akvareller och etsningar, där huvudtemat övervägande är barn framställda som små figurer i toppiga luvor. Makowski räknas som en av de främsta polska målarna under 1900-talets första hälft.

## Galleri

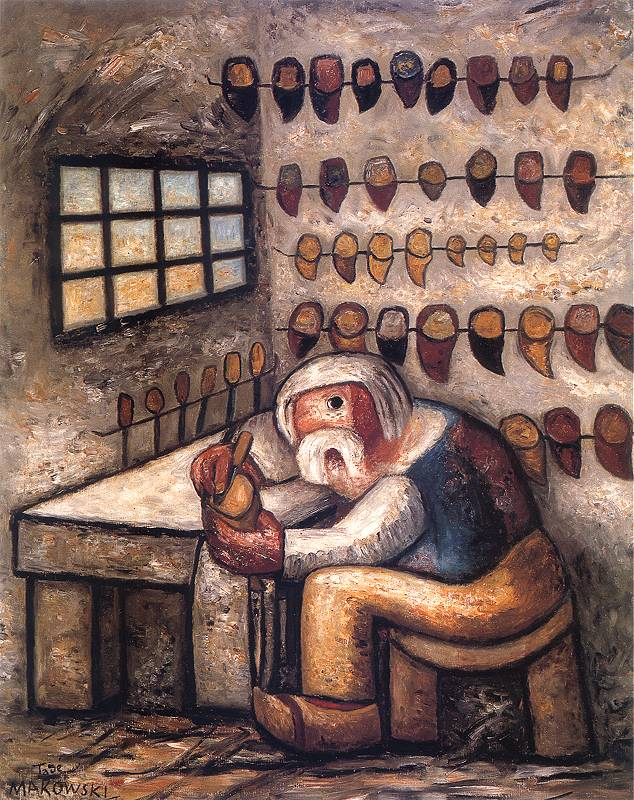
Szewc ("Skomakaren", 1930).
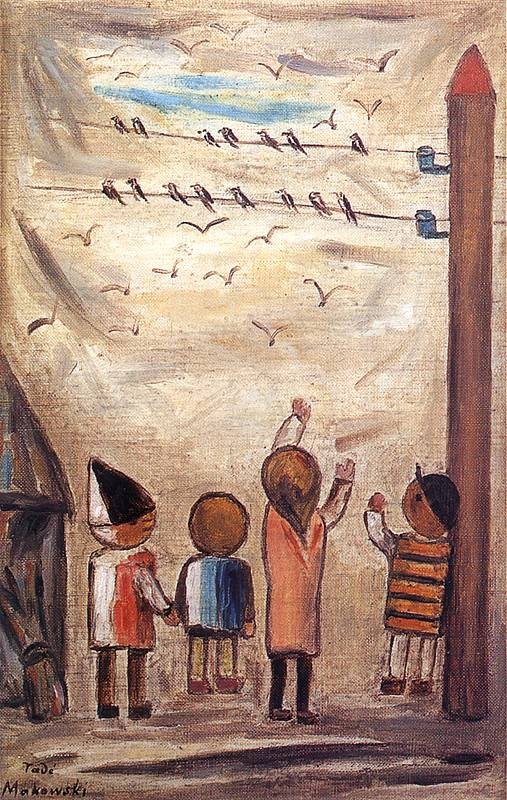
Odlot jaskolek (1931).
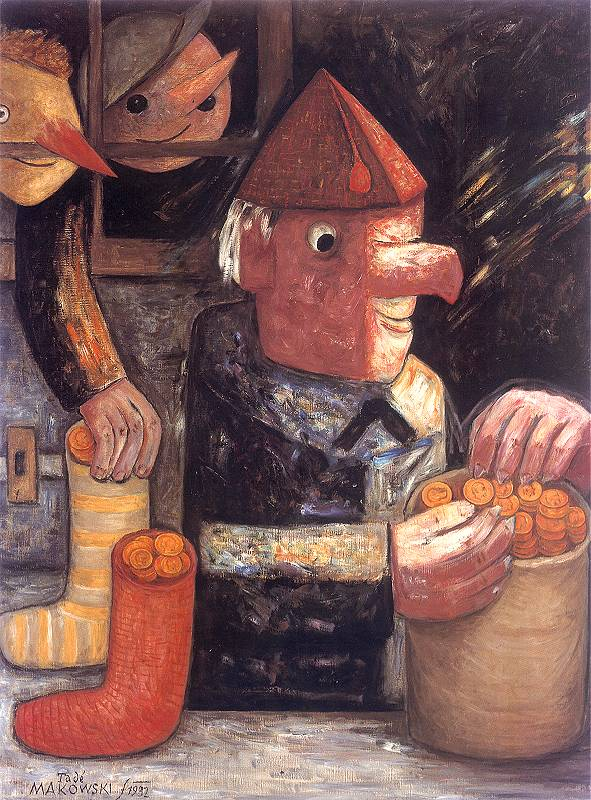
Skapiec ("Snåljåpen", 1932).